# 笛在月明楼
笛在月明楼位于中国江苏省常熟市城区西仓前下塘，高二层，歇山顶，系清末收藏家沈汝瑾（沈石友，1858—1917）收藏名砚以及与吴昌硕、赵古泥等名士饮宴唱和之所。1982年11月17日，笛在明月楼公布为常熟市文物保护单位
。 